# 趙錄績
趙錄績（?—?），山東省安邱縣人，清朝政治人物、同進士出身。
光緒三十年（1904年），會試第101名；殿試登進士三甲第71名，候補內閣中書。